# Michele Lacanodracone
Michele Lacanodracone (in greco Μιχαήλ Λαχανοδράκων?; ... – 20 luglio 792) è stato un generale bizantino e fanatico sostenitore dell'iconoclastia sotto l'Imperatore bizantino Costantino V (741-775)..
Per il suo zelo iconoclasta, nel 766 fu promosso a governatore del thema Tracesiano, e nel corso del suo mandato prese una serie di misure repressive e persecutorie contro gli iconofili e la venerazione delle icone, prendendo di mira in particolar modo i monasteri. Fu anche generale di talento, e condusse una serie di campagne militari contro il Califfato abbaside prima di essere destituito nel 782 circa. Recuperato il favore imperiale nel 790, cadde nella battaglia di Marcellae contro i Bulgari nel 792.

## Biografia

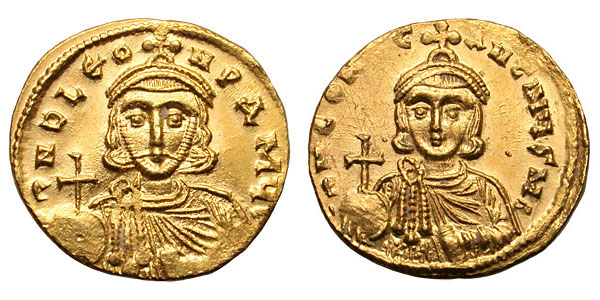
Moneta d'oro dell'imperatore Leone III Isaurico (r. 717-741), raffigurato insieme al figlio e successore, Costantino V.

Nulla è noto delle origini e della giovinezza di Lacanodracone, attivo sostenitore dell'iconoclastia e acerrimo persecutore dei monaci. Di certo le fonti storiche gli sono molto ostili, in quanto furono scritte dopo la sconfitta definitiva dell'iconoclastia da iconoduli; alcune lo chiamano semplicemente ho Drakon (ὁ Δράκων, "il Dragone", alludendo al suo soprannome e al drago biblico, ovvero Satana). Il loro punto di vista profondamente iconofilo significa che tutti i resoconti delle azioni del Lacanodracone, soprattutto quelle relative alla soppressione della venerazione delle icone, sono potenzialmente inattendibili.
Appoggiò fortemente la lotta condotta dall'Imperatore Costantino V contro i monaci, percepiti come avversari politici, in quanto si opponevano alla sua politica iconoclastica. Molti monasteri e possedimenti monastici vennero confiscati, chiusi e trasformate in stalle, stabilimenti termali o caserme. La persecuzione dei monaci fu indiscriminata e colpì anche i monaci non iconoduli: in questo modo la lotta contro le immagini si fuse con la lotta contro la potenza monastica e i suoi possedimenti, che venivano confiscati e incamerati dallo stato.

Mappa dei themata e dei centri abitati più importanti dell'Asia Minore bizantina e della frontiera arabo-bizantina verso la fine dell'VIII secolo.

Nel 763 o nel 767, secondo l'agiografia iconofila Vita di Santo Stefano il Giovane, Lacanodracone, su ordini dell'imperatore, il giorno di Pasqua arrestò 38 monaci del monastero di Pelekete sulla Propontide, sottoponendo gli altri a terribili torture e mutilazioni: alcuni furono fustigati, altri bruciati vivi; ad alcuni fece mozzare il naso, ad altri fece bruciare le loro barbe; i 38 monaci arrestati furono deportati a Efeso, imprigionati in una camera e sepolti vivi; infine fece radere al suolo il monastero di Pelekete. Nel 766/767, come ricompensa per i suoi servigi, venne nominato strategos del thema dei Thrakesioi per volere dell'Imperatore Costantino V. Il suo sigillo attesta anche che ricevette il rango di patrikios e di protospatharios imperiale. Il suo mandato fu caratterizzato da una violenta persecuzione degli iconofili e dei monaci. Secondo Teofane Confessore, nel 770/771 radunò nel tzykanisterion di Efeso tutti i monaci e le suore del suo tema e impose loro una scelta: o si sposavano, secondo gli ordini dell'Imperatore, oppure sarebbero stati puniti per disobbedienza al volere dell'Imperatore con l'accecamento e l'esilio a Cipro; molti si sposarono (e furono dannati per sempre, secondo Teofane) mentre altri "accettarono il martirio" e furono accecati ed esiliati. Attestazioni più tarde di monaci esiliati a Cipro diventati prigionieri arabi sembrano almeno in parte corroborare questo racconto.
Sempre Teofane attesta che nel 771/772 Lacanodracone, inviato il suo segretario Leone Kulukes e l'ex abate Leone Kutzodaklytos, vendette tutti i conventi, di monaci e monache, oltre a tutto il patrimonio conventuale, portando il ricavato all'Imperatore; venne accusato dagli iconoduli di aver fatto bruciare tutti i libri dei monaci e dei Padri trovati, e di aver bruciato anche le reliquie dei santi. Teofane riporta persino che «fece uccidere molti monaci a nerbate, altri furono passati a fil di spada, innumerevoli furono accecati. Ad altri ungeva la barba di olio e cera e vi appiccava il fuoco, e così bruciava loro il volto e la testa; altri ancora, dopo lunghe torture, venivano cacciati in esilio.» La sua azione spietata contro i monaci fu talmente efficace che, secondo Teofane, «non lasciò in tutto il suo thema un solo uomo che indossasse l'abito monacale», e guadagnandosi per questo la stima dell'Imperatore Costantino V, che secondo Teofane gli avrebbe scritto una lettera in cui gli avrebbe scritto: «Ho trovato in te, un uomo che risponde ai desideri del mio cuore, uno che compie tutte le mie volontà» (in realtà questa lettera è con ogni probabilità è un'invenzione di Teofane, ostile a Costantino V, essendo una citazione biblica da Atti degli Apostoli 13, 22: «Ho trovato Davide, figlio di Jesse, uomo secondo il mio cuore; egli adempirà tutti i miei desideri»). Anche se altamente abbelliti ed esagerati, questi resoconti probabilmente hanno un fondo di verità. In ogni modo, secondo lo studioso Warren Treadgold, a partire dal 772 Lacanodracone sembrava essere riuscito nell'intento di "sradicare il monachesimo all'interno del suo thema".

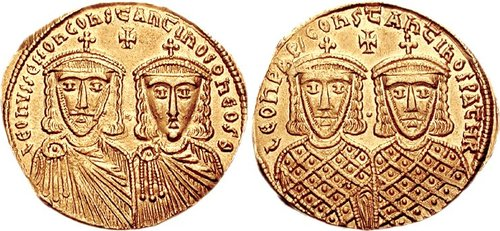
Moneta d'oro dell'imperatore Leone IV il Cazaro (r. 775-780), raffigurato insieme al figlio e co-imperatore Costantino VI, oltre ai fondatori della dinastia isaurica Leone III e Costantino V.

Lacanodracone era anche un abile generale, che condusse alcune campagne militari contro gli Abbasidi sulla frontiera orientale dell'Impero bizantino. Sotto il regno di Leone IV, figlio di Costantino V, sembra essere stato il comandante militare con autorità maggiore, come conferma il fatto che condusse ripetute spedizioni contro gli Arabi alla testa di un esercito comprendente truppe da diversi themata.
La prima di queste spedizioni contro gli Arabi ebbe luogo nel 778 allorquando Michele Lacanodracone, alla testa di un consistente esercito, assediò la città di Germanicea in Siria: anche se la città non cadde (Teofane sostiene perché Lacanodracone sarebbe stato corrotto dal comandante arabo Abasbali), l'esercito bizantino sconfisse un esercito arabo venuto a soccorrere gli assediati, saccheggiò la regione e tornò indietro portando con sé numerosi prigionieri eretici giacobiti, che furono poi insediati dall'Imperatore in Tracia. Nel 780 Lacanodracone vinse di nuovo gli Arabi, che avevano invaso il thema degli Armeniaci, cogliendoli in un'imboscata e uccidendo il fratello del comandante arabo Thumama ibn al-Walid. Lo storico arabo al-Tabari attesta che nel 781 Lacanodracone costrinse un'ulteriore invasione araba, condotta dal generale 'Abd al-Kabir, a ritirarsi senza nemmeno una battaglia, anche se Teofane attribuisce tale successo al sakellarios Giovanni. In 782, tuttavia, subì una pesante sconfitta a Darenos per mano del generale arabo al-Barmaqi nel corso di una invasione a larga scala condotta dal futuro califfo Hārūn al-Rashīd (r. 786-809), perdendo circa 15.000 soldati secondo Teofane. A causa di questa sconfitta, e probabilmente anche a causa del suo passato iconoclasta, fu apparentemente destituito dal comando per volere dell'imperatrice reggente iconofila Irene.
Nel 790 Lacanodracone fu inviato dal giovane imperatore Costantino VI (r. 780-797), che stava cospirando per liberarsi dalla reggenza di sua madre Irene, al thema degli Armeniaci per assicurarsi l'adesione dei suoi soldati, facendo loro giurare che non avrebbero accettato Irene come loro sovrana. Costantino riuscì a rovesciare sua madre nel dicembre 790 e fu probabilmente in quel frangente che Lacanodracone fu ricompensato con il titolo di magistros. Secondo il racconto di Teofane, partecipò nella campagna imperiale contro i Bulgari del 792 che condusse alla disastrosa sconfitta nella battaglia di Marcellae il 20 luglio, in cui fu ucciso. La storia di Giovanni Scilitze attesta invece la sua morte nella battaglia di Versinikia, sempre contro i Bulgari, nel 813, ma la sua versione dei fatti è ritenuta erronea e inattendibile.